# آیانه کوریهارا
آیانه کوریهارا (انگلیسی: Ayane Kurihara؛ زادهٔ ۲۷ سپتامبر ۱۹۸۹) بدمینتون‌باز زن اهل ژاپن است.